# Plaisance (Métro Paris)

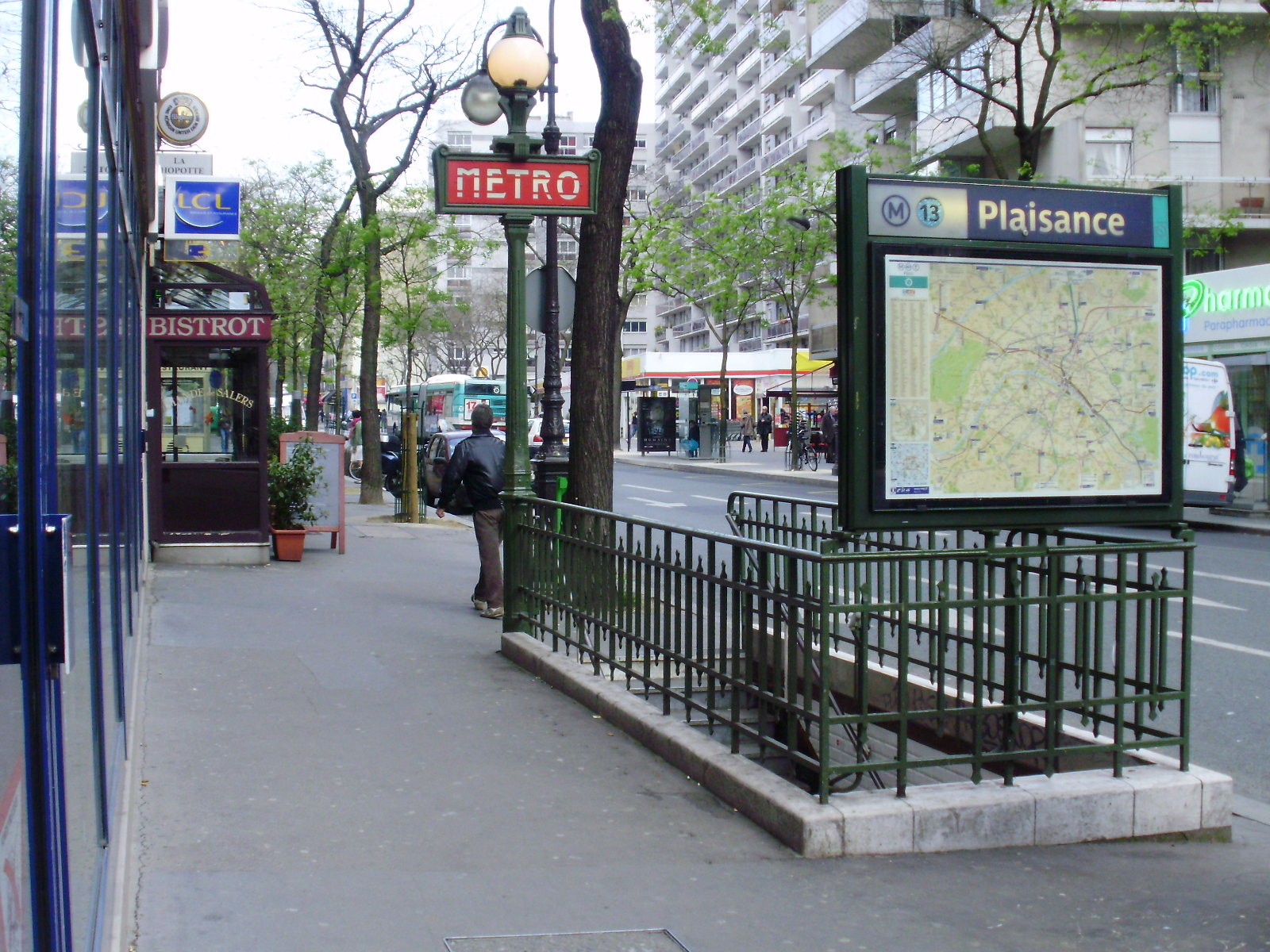
Zugang mit von Adolphe Dervaux im Stil des Art déco entworfenem Kandelaber

Der U-Bahnhof Plaisance ist eine unterirdische Station der Linie 13 der Pariser Métro.

## Lage
Die Station befindet sich im Quartier de Plaisance des 14. Arrondissements von Paris. Sie liegt längs unter der Rue Raymond Losserand südlich der kreuzenden Rue d’Alésia.

## Name
Die Station ist nach dem gleichnamigen Stadtviertel benannt. Der Name Plaisance wurde Ende der 1850er Jahre für ein bis 1860 noch außerhalb der Stadt gelegenes Baugebiet im Schlosspark des Château du Maine gewählt. „Maison de plaisance“ ist die Bezeichnung für ein herrschaftliches Landhaus oder einen Sommersitz.

## Geschichte und Beschreibung
Die Station wurde am 21. Januar 1937 eröffnet, als der erste Abschnitt der damaligen Linie 14 von Bienvenüe (seit 1942: Montparnasse – Bienvenüe) bis Porte de Vanves in Betrieb ging. Diese Strecke war von der Bahngesellschaft Société du chemin de fer électrique souterrain Nord-Sud de Paris (Nord-Sud) als Linie C geplant worden. Nach der Übernahme dieser Gesellschaft durch die konkurrierende Compagnie du chemin de fer métropolitain de Paris (CMP) im Jahr 1930 wurde sie, deren Nummernschema entsprechend, als Linie 14 gebaut. Am 9. November 1976 wurde die Linie 14 mit der Linie 13 verbunden und erhielt deren Linienbezeichnung. Die Liniennummer 14 wurde 1998 an eine Neubaustrecke vergeben.
Die 75 m lange Station hat zwei Seitenbahnsteige an zwei parallelen Streckengleisen. Sie liegt unter einem elliptischen, weiß gefliesten Gewölbe.
An jeder Ecke der o. g. Kreuzung liegt ein Zugang, der mit einem von Adolphe Dervaux im Stil des Art déco entworfenen Kandelaber markiert ist. Weiter südlich befindet sich in der Rue Raymond Losserand ein zusätzlicher Ausgang mit einer Rolltreppe.

## Fahrzeuge
Die Linie 13 wird seit 1978 von Fahrzeugen der Baureihe MF 77 befahren. Vorher waren dort Züge der Baureihe MF 67 unterwegs, die ihrerseits 1976 die Sprague-Thomson-Züge ablösten.